# Cyrtopholis gibbosa
Cyrtopholis gibbosa is een spinnensoort uit de familie van de vogelspinnen (Theraphosidae). De wetenschappelijke naam van de soort werd voor het eerst geldig gepubliceerd in 1936 door Pelegrin Franganillo-Balboa.